# 四つ子素数
四つ子素数（よつごそすう、英: prime quadruplet）とは、4個の素数の組で、(p, p + 2, p + 6, p + 8) のタイプのもののことをいう。ここで、(p, p + 2) および (p + 6, p + 8) はいずれも双子素数であり、(p + 2, p + 6) はいとこ素数であり、(p, p  + 6) および (p + 2, p + 8) はいずれもセクシー素数であり、(p, p + 2, p + 6) および (p + 2, p + 6, p + 8) はいずれも三つ子素数である。
四つ子素数を小さい順に並べると、
(5, 7, 11, 13), (11, 13, 17, 19), (101, 103, 107, 109), …
となる。最小のもの以外は、(30n + 11, 30n + 13, 30n + 17, 30n + 19)（n は 0 以上の整数）の形になる。したがって最小のものを除き、四つ子素数の一の位の数は小さい順に (1, 3, 7, 9) となり、十の位以上の桁の数字は全て共通となる。
四つ子素数が無数に存在するのかどうかは2016年9月現在未解決である。
四つ子素数の逆数和は収束し、
{\displaystyle \left({\frac {1}{5}}+{\frac {1}{7}}+{\frac {1}{11}}+{\frac {1}{13}}\right)+\left({\frac {1}{11}}+{\frac {1}{13}}+{\frac {1}{17}}+{\frac {1}{19}}\right)+\left({\frac {1}{101}}+{\frac {1}{103}}+{\frac {1}{107}}+{\frac {1}{109}}\right)+\cdots =0.8705883800\pm 5\times 10^{-10}}
である。
2019年2月現在発見されている四つ子素数 (p, p + 2, p + 6, p + 8) で最大の p は、10132桁の 667674063382677 × 233608 − 1 である。

## 最初の38組の四つ子素数
```
  {
5
, 
7
, 
11
, 
13
},               {
11
, 
13
, 
17
, 
19
},             {
101
, 
103
, 
107
, 
109
}, 
  {
191
, 
193
, 
197
, 
199
},         {
821
, 
823
, 
827
, 
829
},         {
1481
, 
1483
, 1487, 1489},
  {1871, 1873, 1877, 1879},     {2081, 2083, 2087, 2089},     {3251, 3253, 3257, 3259},
  {3461, 3463, 3467, 3469},     {5651, 5653, 5657, 5659},     {9431, 9433, 9437, 9439},
  {13001, 13003, 13007, 13009}, {15641, 15643, 15647, 15649}, {15731, 15733, 15737, 15739},
  {16061, 16063, 16067, 16069}, {18041, 18043, 18047, 18049}, {18911, 18913, 18917, 18919},
  {19421, 19423, 19427, 19429}, {21011, 21013, 21017, 21019}, {22271, 22273, 22277, 22279},
  {25301, 25303, 25307, 25309}, {31721, 31723, 31727, 31729}, {34841, 34843, 34847, 34849},
  {43781, 43783, 43787, 43789}, {51341, 51343, 51347, 51349}, {55331, 55333, 55337, 55339},
  {62981, 62983, 62987, 62989}, {67211, 67213, 67217, 67219}, {69491, 69493, 69497, 69499},
  {72221, 72223, 72227, 72229}, {77261, 77263, 77267, 77269}, {79691, 79693, 79697, 79699},
  {81041, 81043, 81047, 81049}, {82721, 82723, 82727, 82729}, {88811, 88813, 88817, 88819},
  {97841, 97843, 97847, 97849}, {99131, 99133, 99137, 99139},...
```

最初の数はオンライン整数列大辞典の数列 A007530、2番目の数はオンライン整数列大辞典の数列 A136720、3番目の数はオンライン整数列大辞典の数列 A136721、4番目の数はオンライン整数列大辞典の数列 A090258を、中央の数はオンライン整数列大辞典の数列 A173037を参照。

## 五つ子素数、六つ子素数
四つ子素数 (p, p + 2, p + 6, p + 8) について、p − 4 または p + 12 がさらに素数であれば、それらを加えた5つ組を五つ子素数（いつつごそすう、prime quintuplet）という。特に p − 4 と p + 12 の両方が素数であれば、その6つ組を六つ子素数（むつごそすう、prime sextuplet）という。
五つ子素数、六つ子素数が無数に存在するかどうかはわかっていない。

### 五つ子素数の例
p + 12 型
```
{5, 7, 11, 13, 17},  {11, 13, 17, 19, 23}, 　{101, 103, 107, 109, 113}, 
{1481, 1483, 1487, 1489, 1493},      {16061, 16063, 16067, 16069, 16073}, 
{19421, 19423, 19427, 19429, 19433}, {21011, 21013, 21017, 21019, 21023}, 
{22271, 22273, 22277, 22279, 22283}, {43781, 43783, 43787, 43789, 43793},...
```

p − 4 型
```
{7, 11, 13, 17, 19}, {97, 101, 103, 107, 109}, {1867, 1871, 1873, 1877, 1879},
{3457, 3461, 3463, 3467, 3469},      {5647, 5651, 5653, 5657, 5659}, 
{15727, 15731, 15733, 15737, 15739}, {16057, 16061, 16063, 16067, 16069}, 
{19417, 19421, 19423, 19427, 19429}, {43777, 43781, 43783, 43787, 43789},...
```

### 六つ子素数の例
```
{7, 11, 13, 17, 19, 23}, {97, 101, 103, 107, 109, 113}, {16057, 16061, 16063, 16067, 16069, 16073},
{19417, 19421, 19423, 19427, 19429, 19433},             {43777, 43781, 43783, 43787, 43789, 43793},
{1091257, 1091261, 1091263, 1091267, 1091269, 1091273}, {1615837, 1615841, 1615843, 1615847, 1615849, 1615853},
{1954357, 1954361, 1954363, 1954367, 1954369, 1954373}, {2822707, 2822711, 2822713, 2822717, 2822719, 2822723},...
```

### その他の形と「七つ子」以上
p − 2 および p + 10 は必ず 3 の倍数であるため、これらを含んだ「五つ子」は (p − 2, p, p + 2, p + 6, p + 8) の形の (3, 5, 7, 11, 13) しか存在しない。
また、p − 6, p + 14 はいずれも 5 の倍数になるため、双子素数3つからなる (p, p + 2, p + 6, p + 8, p + 12, p + 14) の形の「六つ子」は、(5, 7, 11, 13, 17, 19) しか存在しない。
さらに p − 8, p + 16 はいずれも 3 の倍数になるため、六つ子素数の両端±4の範囲には素数はない。(3, 5, 7, 11, 13, 17, 19), (5, 7, 11, 13, 17, 19, 23) の「七つ子」、(3, 5, 7, 11, 13, 17, 19, 23) の「八つ子」を除いて、差が4以内で連なる七つ子以上の素数の組は存在しない。

## 関連事項
- 双子素数
- 三つ子素数
- いとこ素数
- セクシー素数
- Prime k-tuple